# 지속 가능한 관광

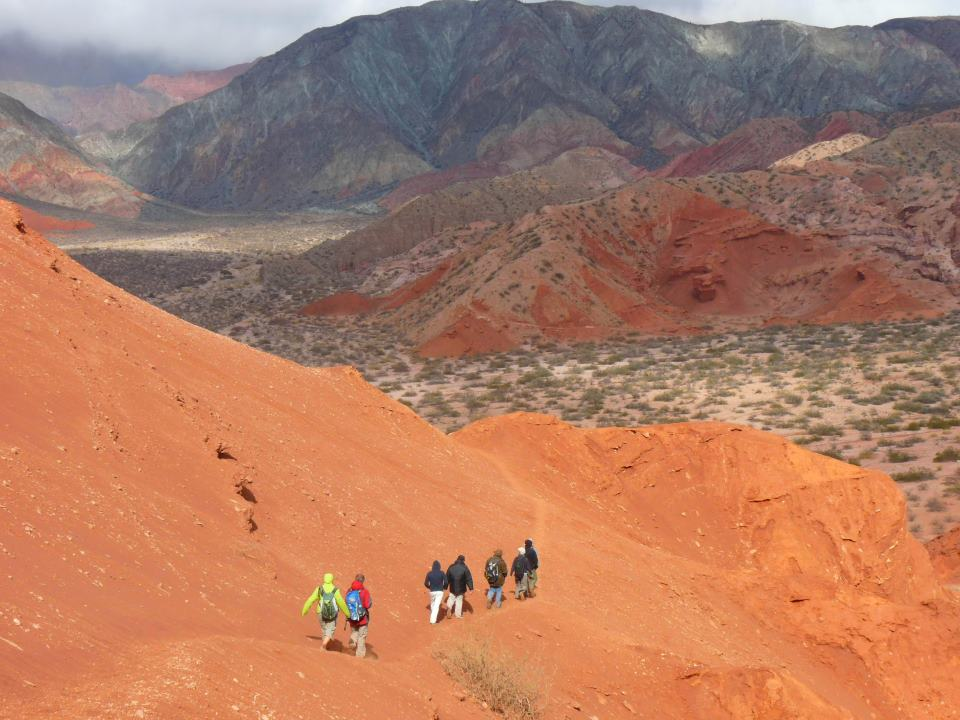
관광

지속 가능한 관광이란 지속 가능한 개발을 관광 사업에 도입한 개념이다. 관광의 개발이나 이용정도를 다음 세대가 필요로 하는 여건을 훼손하지 않고 현 세대의 욕구에 부응하는 수준에서 관광 자원을 개발 또는 이용하자는 것이다.

## 변화된 관광의 추세
기존에 관광은 가능한 많은 관광객의 유치를 목표로 관광객의 편의 위주로 진행되어 왔으나 이는 결과적으로 대규모 개발을 지지하게 되어 심각한 환경의 훼손과 사회적 부작용을 유발하였다. 이에 따라 자연 친화적이고 지속 가능이라는 개념을 담은 여러 형태의 관광을 출현시키게 되었다. 자연을 파괴시키던 기존의 관광이 자연 친화적인 관광으로 전환되고 있다.

## 지속 가능한 여가 활동
현재 지속 가능한 관광 중 가장 대표적인 것으로 생태 관광이 있다. 생태관광은 기존의 대량 관광의 피해와 환경 문제의 갈등으로부터 나온 대안 관광의 한 형태로 환경, 경제, 교육, 문화 등의 요소들을 광범위하게 포함되어있다.
그 외 녹색 관광, 자연 중심 관광, 환경 친화적 관광 등이 있다.

## 같이 보기
- 세계 관광의 날
- 오버투어리즘